# پیمان یاراحمدی
پیمان یاراحمدی (زاده ۱۷ فروردین ۱۳۷۳ در بروجرد) کشتی‌گیر آزادکار تیم ملی ایران است. از افتخارات وی می‌توان به مدال طلا مسابقات قهرمانی کشتی آسیا ۲۰۱۵ اشاره کرد.

## فعالیت حرفه‌ای ورزشی

### قهرمانی آسیا ۲۰۱۵
پیمان یاراحمدی در وزن ۷۴ کیلوگرم در مسابقه اول عظمت سوفیف از تاجیکستان را با نتیجه ۱۰ بر صفر شکست داد. وی در دور بعد و در مرحله یک چهارم نهایی مقابل مسلم اولویف کشتی‌گیر روسی الاصل تیم قرقیزستان با نتیجه ۵ بر صفر به پیروزی رسید. یاراحمدی در نخستین تجربه حضور در رقابت‌های بزرگسالان آسیا و در مرحله نیمه نهایی مقابل رشید قربانف قهرمان بازی‌های آسیایی و نفر سوم جهان با نتیجه ۲ بر صفر به پیروزی رسید. وی در دیدار فینال مقابل دیسوکه شی ما دا از ژاپن نفر پنجم بازیهای آسیایی ۲۰۱۴ را با نتیجه ۸ بر ۲ به پیروزی رسید و صاحب مدال طلا شد.

### بازیهای همبستگی کشورهای اسلامی ۲۰۱۷
در وزن ۷۴ کیلوگرم پیمان یاراحمدی در دیدار نخست جبرئیل حسنف دارنده مدال برنز المپیک و برنز جهان و قهرمان اروپا از آذربایجان را با نتیجه ۳ بر یک شکست داد. وی در دور بعد به مصاف بکزاد عبدالرحمانوف دارنده مدال برنز جهان، نفر پنجم المپیک و قهرمان بازی‌های آسیایی و قهرمان آسیا (۲۰۱۷ هند) از ازبکستان رفت که این مبارزه را با ضربه فنی واگذار کرد. در ادامه با توجه به شکست این کشتی‌گیر در دور بعد در مقابل سونر دمیرتاش دارنده مدال برنز المپیک و قهرمان اروپا از ترکیه، یاراحمدی از دور رقابت‌ها کنار رفت.

### قهرمانی جهان ۲۰۱۷
یاراحمدی در وزن ۷۴ کیلوگرم کشتی آزاد مسابقات قهرمانی کشتی جهان ۲۰۱۷ پاریس حاضر بود که در دور اول مقابل زلیمخان حاجیف از فرانسه با نتیجه ۸ بر ۴ بعلت پارگی رباط صلیبی پای راست شکست خورد و با توجه به شکست این کشتی‌گیر مقابل جردن باروز قهرمان جهان و المپیک از آمریکا، یاراحمدی از دور رقابتها کنار رفت.